# Smith & Wesson Model 29
El  S & W Model 29  és un potent revòlver de doble acció amb capacitat per a sis cartutxos calibre .44 Magnum, fabricat per l'empresa nord-americana Smith & Wesson. Es va fer famós gràcies a la sèrie de pel·lícules "Harry el Brut", protagonitzades per Clint Eastwood.
El Model 29 va ser venut amb canons de 4, 5, 6 ½, 8 ⅜ i més tard 10 ⅝ "polzades com a models estàndard. Canons d'altres longituds es poden obtenir sota demanat al Smith & Wesson s Custom Shop o ser fabricats per armers. La variant amb canó de 5 polzades té un ressalt inferior al llarg de tot el canó. Els acabats disponibles inclouen acer polit pavonat o cromat.

## Història
El Model 29, basat en la carcassa de revòlver  N  (gran) de la S & W, va ser produït el 1955. Per molt temps va ser una arma per col·leccionistes, alguns oficials de policia i caçadors fins a 1971, quan Clint Eastwood el va llançar a la fama com "el revòlver més potent del món" a la pel·lícula Harry el Brut. També ha aparegut en la popular pel·lícula Taxi Driver de 1976, en la pel·lícula de James Bond Viu i deixa morir i en el videojoc Half-Life (En la seva variant Model 629)
Encara que el Model 29  mai  va ser el revòlver més poderós del món com es deia en la pel·lícula, el Model 29 va estar entre els revòlvers més poderosos de l'època, almenys quant a armes disponibles per al mercat civil. Mentre que la frase de la pel·lícula és una declaració precisa, en realitat aquesta depèn de diversos factors com la balística terminal, la balística externa o una combinació d'altres factors. Després de l'estrena de la pel·lícula, l'empresa Smith & Wesson no va poder amb la gran demanda del Model 29.
En el moment de la seva introducció, el Model 29 era el revòlver més poderós produït en sèrie. De fet, hi havia un bon nombre de calibres artesanals que eren encara més potents. Així com les velles pistoles Howdah del segle xix, el revòlver .44 Magnum va ser dissenyat per Elmer Keith com una arma de suport per a caçadors de preses grans i perilloses. Mai va ser pensat per a defensa personal, encara que amb els cartutxos especials disponibles avui en dia pot ser una bona opció defensiva.
També pot carregar i disparar cartutxos 44 Special, ja que el .44 Magnum va ser desenvolupat a partir del 44 Special. El casquet Magnum és lleugerament més llarg per poder portar una major quantitat de pólvora. Al mateix temps, aquesta característica prevé que siguin emprats cartutxos Magnum en revòlvers calibrats per a cartutxos 44 Special.
A finals de la dècada de 1990, Smith & Wesson discontínua la producció de diversos models de revòlvers, incloent el Model 29 'bàsic'; des de llavors, a intervals irregulars, el model ha estat produït en configuracions limitades o 'personalitzades'.

## Model 629
Introduït el 1978, el Smith & Wesson Model 629 és una versió en acer inoxidable del Model 29.
La denominació del Model 629 deriva de la pràctica de Smith & Wesson de nomenar una versió en acer inoxidable d'un dels seus dissenys ja existents mitjançant un  6  davant del nombre de model de l'arma original.
La variant Classic del 629 té un ressalt sota de tota la longitud del canó.

## Variants

### Quiet Special Purpose Revolver
Alguns revòlvers S & W Model 29 van ser reconstruïts per AAI Corporation per crear els Quiet Special Purpose Revolvers (QSPR, acrònim en anglès de  Revòlvers Silenciosos de Propòsit Especial ). Aquests tenien nous canons amb ànima llisa de 35 mm de llarg, amb un diàmetre de 10 mm i tambors amb recambres mecanitzades per acceptar cartutxos QSPR, els quals externament semblen cartutxos metàl·lics d'escopeta calibre 410 però que internament funcionen com un pistó per retenir els gasos.

## Altres variants
- El 26 de gener del 2006, Smith & Wesson va anunciar el  Model 29 50 Aniversari . 2029% 2050th% 20Ann.pdf 1 Idèntic als models previs, a excepció del logo incrustat en or en la coberta lateral i la nova assegurança intern.

- L'1 de gener del 2006, Smith & Wesson va anunciar la reaparició del Model 29 com un model gravat en la seva línia 2]

- Durant el xou SHOT 2008, Smith & Wesson van presentar el Model 629 Stealth Hunter, un revòlver de caça Performance Center fet a 3]

### Variant Mountain Gun
El revòlver Mountain Gun va ser introduït el 1989 com una versió lleugera del Model 29. El perfil del canó combina diversos dissenys de postguerra.